# Pozitív visszacsatolás
A pozitív visszacsatolás úgynevezett önerősítő köröket jelent. A pozitív visszacsatolás alatt azt értjük, hogy egy folyamat önmagát gerjeszti. A háló elemei kölcsönösen hatnak egymásra, mely kölcsönös pozitív visszacsatolást eredményez.

## Példák az előfordulásra
A globális felmelegedéssel kapcsolatban a pozitív visszacsatolás azt jelenti, hogy a felmelegedési folyamatok egymást segítik, így egyre gyorsabban növekszik a Föld átlagos hőmérséklete. Ahogy egyre gyorsabban növekszik a Föld átlagos hőmérséklete úgy egyre jobban olvadnak a gleccserek és más jégtömbök, jégsapkák, a Grönland jege, az Antarktisz jege. A dinamikus rendszerek elmélete azt mondja, hogy a pozitív visszacsatolás nem jó, mert kézbentarthatatlan folyamatokat eredményez, melyek nem kiszámíthatóak.
A rendszer bemenetét a saját kimenete megváltoztatja, a szabályozás egyik legfontosabb jelensége.
A fizikában a pozitív visszacsatolás az erősítő áramkörök kimeneti jele egy részének visszavezetése a bemenetre. 
Visszacsatolásos hibavédelemben találkozunk még a pozitív visszacsatolással. A lényege, hogy a vevő ismétli  az adást. (ARQ-rendszer)
A médiában is megfigyelhető a pozitív visszacsatolás jelensége. A tömegmédiák spirálszerűen hatnak. Az internetes információ áramlás ebben nyújthat segítséget.